# Distretto di Rorschach
Il distretto di Rorschach è un distretto del Canton San Gallo, in Svizzera. Confina con i distretti di Rheintal a sud-est e di San Gallo a sud-ovest, con il Canton Turgovia (distretto di Arbon) a nord-ovest, con la Germania (circondari del Lago di Costanza nel Baden-Württemberg e di Lindau in Baviera) a nord (oltre il Lago di Costanza), con l'Austria (distretto di Bregenz nel Vorarlberg) a nord-est e con il Canton Appenzello Esterno a sud. Il capoluogo è Rorschach. Comprende una parte del lago di Costanza.

## Comuni
Amministrativamente è diviso in 9 comuni:
- Berg
- Goldach
- Mörschwil
- Rorschach
- Rorschacherberg
- Steinach
- Thal
- Tübach
- Untereggen

### Fusioni
- 1803: Altenrhein, Staad, Thal → Thal

### Divisioni
- 1803: Rorschach → Rorschach, Rorschacherberg
- 1803: Steinach → Berg, Steinach
- 1845: Berg → Berg, Tübach